# Miguel Sanz Sesma
Miguel Sanz Sesma (Corella, Navarra, 16 de setembre de 1952) és un polític i professor navarrès, membre del partit Unió del Poble Navarrès i president de Navarra fins a 2011.

## Formació
Diplomat en Professorat d'EGB, ha realitzat estudis de Ciències Empresarials i el Programa de Direcció general (PDG) de l'IESE de la Universitat de Navarra. Abans de dedicar-se plenament a la política, va ocupar diverses tasques professionals en el sector de la banca sent director de la sucursal de "Caixa Rural de Navarra" en el seu poble natal.

## Ajuntament de Corella
Va encapçalar la llista d'Unió del Poble Navarrès a l'ajuntament de Corella a les eleccions municipals de 1983 i 1987. En ambdues legislatures va resultar elegit alcalde, càrrec que va ocupar entre 1983 i 1991. Va ocupar la Presidència de la "Mancomunitat d'Aigües del Moncayo" i de la "Societat Agrària de Transformació Ombatillo". Així mateix, ha estat conseller de l'empresa "Associació Navarresa d'Informàtica Municipal, S. a."

## Parlamentari Foral
Escollit parlamentari foral per Unió del Poble Navarrès en els sis eleccions convocats des de 1983. A les eleccions al Parlament de Navarra de 1995 va encapçalar la llista d'UPN al Parlament de Navarra, que va obtenir 17 dels 50 escons d'aquesta institució foral, la llista més votada, tornant a repetir en el mateix càrrec a les eleccions de 1999 i 2003, obtenint 22 i 23 escons, respectivament.2019 Vicepresident del Govern de Navarra i conseller de Presidència entre 1991 i 1995. Així mateix, entre 1991 i 1994 va ser Conseller d'Administració Local i Conseller d'Ordenació del Territori i Medi ambient.

## President del Govern de Navarra
El 18 de setembre de 1996 va accedir a la Presidència del Govern de Navarra per primera vegada, després de ser nomenat pel parlament de Navarra, arran de les eleccions del 13 de juny de 1999. Fou reelegit després de les eleccions del 25 de maig de 2003. Per raó del seu càrrec, és també President del Consell d'Administració de Caixa Navarra, i vocal de la Confederació Espanyola de Caixes d'Estalvi. En 1996 va ocupar també la presidència de la Comunitat de Treball dels Pirineus.

## Càrrecs Interns
En relació al seu partit, UPN, des de 1985 és membre de la Comissió Executiva. Entre 1989 i 1997 va ser vicepresident, i al febrer del mateix any va ser nomenat president d'aquesta formació política, càrrec que va revalidar en el congrés celebrat en 2001.

## Ideologia
Sanz és partidari d'una Navarra integrada a Espanya com una comunitat diferenciada i es mostra partidari de suprimir la Disposició transitòria quarta de la Constitució espanyola, que habilita un mecanisme per a la unió de Navarra i la CAV: 
| « | Cal suprimir aquest precepte perquè si el dia de demà els navarresos entren en demència i es tornen bojos, poden desmenegar la identitat del vell Regne. | » |

Fins i tot va manifestar que renunciaria a la presidència si així s'aconseguís "blindar" Navarra. Respecte a les relacions amb la CAV es mostra contrari a la creació d'un òrgan de cooperació entre ambdues comunitats. Respecte a l'euskera defensa l'actual normativa de zonificació lingüistica i considera que: 
| « | ...la normalització del basc seria perjudicial per a la qualitat de l'ensenyament, una universitat bilingüe seria una mala universitat. | » |

Sanz s'ha referit en multitud d'ocasions als partits nacionalistes amb els quals descarta qualsevol pacte electoral i als quals identifica amb la ideologia d'ETA: 
| « | "El PNB comparteix els objectius d'ETA." | » |

| « | Mai conformarem un govern ni amb Batasuna, ni amb Nafarroa Bai. No ho farem perquè no només ens diferencia el tema de les pistoles, sinó alguna cosa tan substancial com el model institucional. | » |

En relació amb les negociacions amb ETA, Sanz va manifestar el seu suport al procés iniciat durant el Govern del Partit Popular de José María Aznar: 
| « | Si ETA abandona les armes es podria parlar i negociar, i aquí Navarra és i serà generosa. (…) En la mesura que es consolidi la treva i puguem parlar d'abandó definitiu de la violència, es podrà parlar d'altres qüestions com la política penitenciària i la reinserció. (14 d'octubre de 1998) | » |

Però es va mostrar al principi escèptic davant "els indicis esperançadors de pau" i posteriorment obertament disconforme amb el procés iniciat pel govern de José Luis Rodríguez Zapatero, en considerar que Navarra estava sent tema de debat en les converses hagudes amb l'organització terrorista. També és contrari a la creació d'una "taula de partits".
- Sobre Andalusia, després d'una visita a aquesta autonomia realitzada pel candidat del PSOE navarrès va manifestar que el socialista havia anat "a aprendre", quan ell va "a ensenyar", agregant que "no podem anar [a Andalusia] a aprendre com es fabriquen parats,[3] afirmacions que foren molt criticades pels polítics andalusos[4]